# ZX Spectrum 128 +3
El ZX Spectrum 128 +3 fue el primer ZX Spectrum con interface de disquetera y sistema operativo de disco incorporados de serie y el segundo Spectrum de Amstrad, que salió al mercado en 1987.

## Historia
Si bien se desarrollaron a partir de la mitad de los años 1980 para el ZX Spectrum varios interfaces de disquete, algunos de los cuales llegaron a alcanzar más popularidad como el DISCiPLE y el Plus D de Miles Gordon Technology o el interface Beta Disk de Technology Research, la plataforma de Sinclair y luego Amstrad no contaba con un sistema de disco oficial y estándar de referencia.
El Sinclair ZX Spectrum 128 +3 fue lanzado al mercado por Amstrad en 1987, e incorporaba una unidad de disco integrada (similar al Amstrad CPC 664 y 6128), junto con el sistema operativo +3DOS y un interface de disco que permitía conectar una segunda disquetera, usando los mismos discos de 3" que otras máquinas de Amstrad, y una placa base completamente nueva (una versión con pequeñas modificaciones fue el ZX Spectrum 128 +3B). 
La fabricación del modelo ZX Spectrum 128 +3 cesó en diciembre de 1990; para entonces, en torno al 15% de los ZX Spectrums vendidos estaban basados en los modelos +3. La compañía británica mantuvo en el mercado hasta 1992 los modelos +2A/+2B, derivados del +3.

## Clones
Fueron producidos dos clones no oficiales del +3, sin licencia, en Rumanía. El primero fue lanzado en 1990, el TIM-S Plus, por el Institutul pentru Tehnică de Calcul și Informatică (ITCI) y la Fabrica de Memorii electronice și Componente pentru Tehnică de Calcul și Informatică (FMECTC).
En 1992, la empresa rumana Electronica CIE empezó a comercializar el CIP-04, el segundo clon no oficial del Spectrum +3, que empleaba una CPU MMN-80, un clon del Z80. Este ordenador fue retirado del mercado en 1994.

## Características

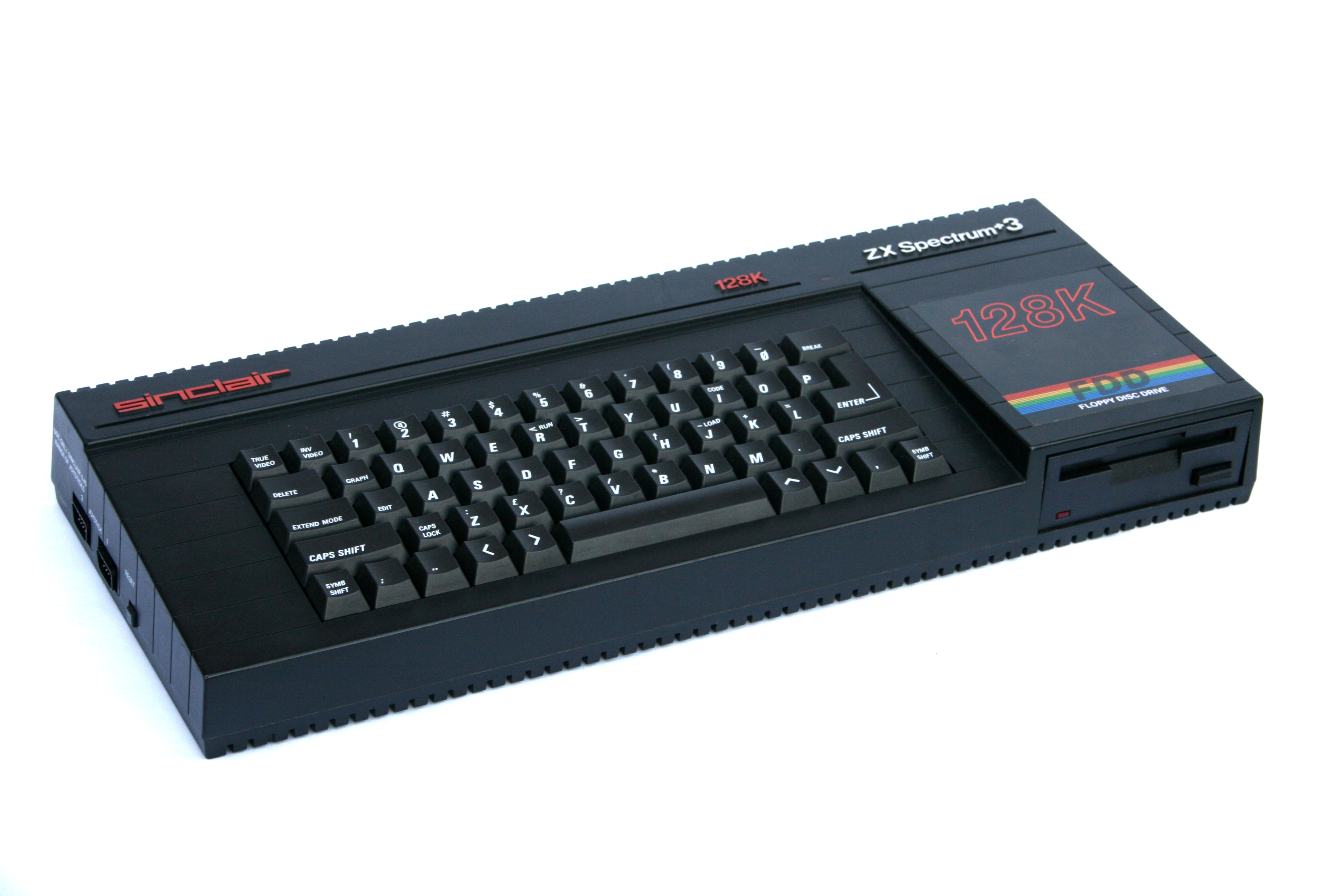
El ZX Spectrum 128 +3.

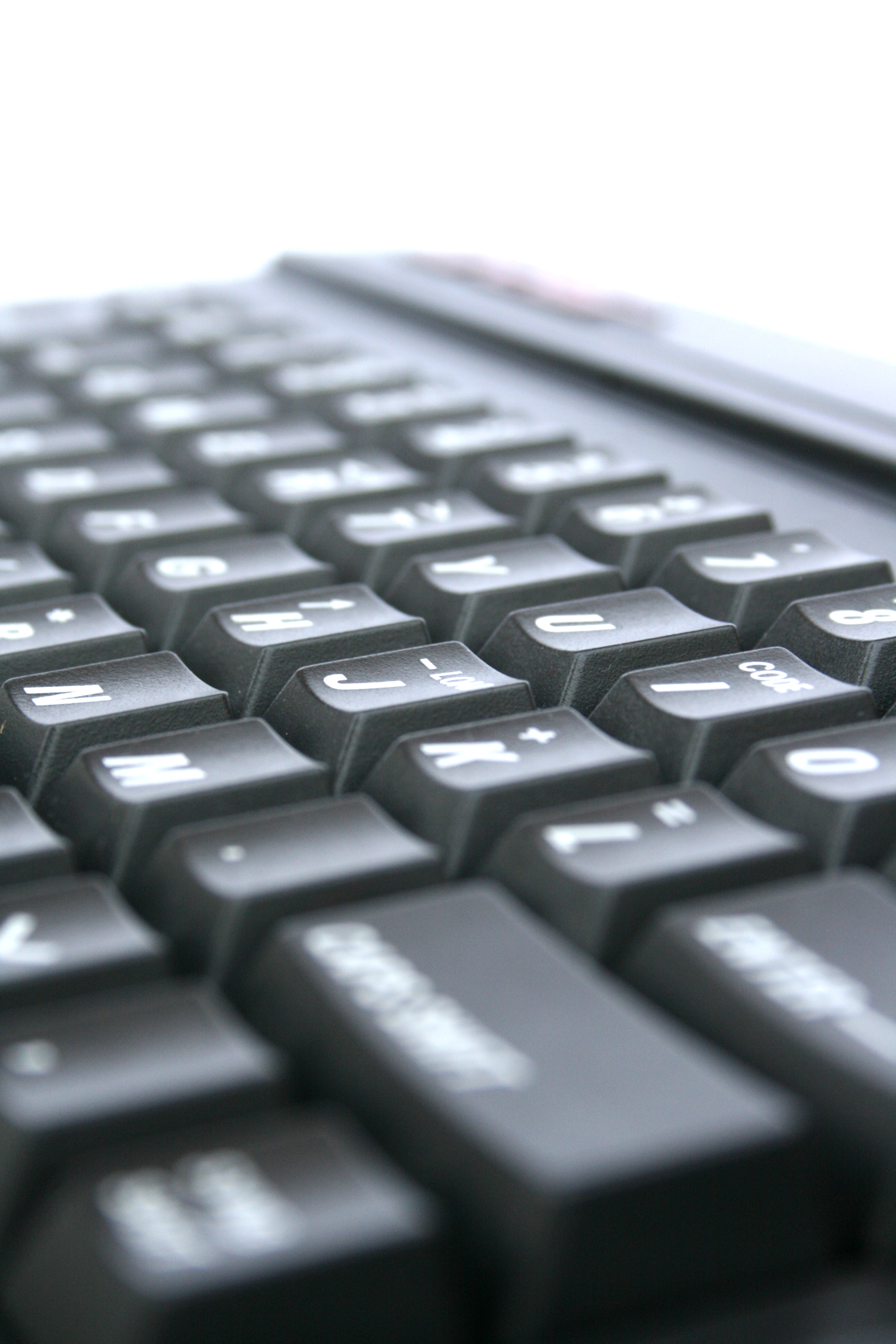
Detalle del teclado de un ZX Spectrum 128 +3 británico.

Internamente hubo muchos cambios, y era menos compatible que los anteriores modelos 128 y +2.
Este modelo era externamente muy semejante a su predecesor, el ZX Spectrum 128 +2 de Amstrad, pero se comercializó con un interface de disco y una unidad de disquetera incluidos, estando la disquetera en la parte derecha del teclado; era el único ZX Spectrum montado sobre una carcasa negra con un teclado spring-loaded, puerto de joystick doble y una disquetera incorporada (al menos externamente era muy parecido al Amstrad CPC 6128), y en muchos aspectos el +3 es muy diferente de todos los modelos de 128K anteriores. 
Como el +2, el teclado no incluía las básicas marcas que se podían encontrar en los primeros Spectrums de Sinclair, excepto por las teclas LOAD, CODE y RUN que eran útiles para cargar software. Incluía también el +3 boasted, un pequeño menú de sistema, casi idéntico al del ZX Spectrum 128k y +2, donde uno podía cambiar entre la programación BASIC 48k con las teclas ya establecidas y la programación en +3BASIC (128k).
La máquina fue construida en Taiwán, (como su predecesor, el +2) y el gran énfasis de Amstrad en el control de calidad hicieron que fuera más fiable que los primeros Spectrums.
Amstrad también llevó una línea diferente en el marketing del Spectrum +3. A diferencia de Sinclair, Amstrad no intentó comercializar el producto como cualquier otra cosa que una máquina de juegos y lo vendió en paquetes con un juego y una pistola de luz. Este enfoque, tuvo éxito y el Spectrum +3 se vendió relativamente bien.
El sucesor de ZX Spectrum 128 +3 fue el ZX Spectrum 128 +2A, lanzado también en 1987 y del que derivó el posterior ZX Spectrum 128 +2B, similares externamente al +2 pero con la caja negra (como el +3) y con la circuitería derivada del +3.

## Memoria
Debido a que el procesador Z80 sólo es capaz de direccionar 64kB de memoria directamente (65535 bytes), el acceso a la memoria adicional se posibilita mediante la conmutación de bancos de memoria.
|  | 65535 49152 | RAM 0 | RAM 1 | RAM 2 | RAM 3 | RAM 4 | RAM 5 | RAM 6         | RAM 7         |  | RAM 3 |  | RAM 7 |  | RAM 3 |  | RAM 3 |
|  | 49151 32768 | RAM 2 |       |       |       |       |       |               |               |  | RAM 2 |  | RAM 6 |  | RAM 6 |  | RAM 6 |
|  | 32767 16384 | RAM 5 |       |       |       |       |       |               |               |  | RAM 1 |  | RAM 5 |  | RAM 5 |  | RAM 7 |
|  | 16383 0     | ROM 0 | ROM 1 | ROM 2 | ROM 3 |       |       |               |               |  | RAM 0 |  | RAM 4 |  | RAM 4 |  | RAM 4 |
|  |             |       |       |       |       |       |       | Modo ALL-RAM: | Modo ALL-RAM: |  | 00    |  | 01    |  | 10    |  | 11    |

Los 16Kb de la ROM 0 contienen el editor de Sinclair BASIC (para el modo 48K y el +3BASIC con 128K), la ROM 1 contiene el analizador sintáctico del editor de BASIC, la ROM 2 contiene el +3DOS y la ROM 3 contiene una copia de la ROM del ZX Spectrum 48K.

## Características técnicas
- CPU Zilog Z80A de 8-bits a 3,5 MHz
- 128 Kb de memoria RAM.
- 64 Kb de memoria ROM (incluye el intérprete de Sinclair BASIC, la ROM del modo 48K y el +3DOS).
- Capacidad de 8 colores (con 2 modos de "brillo").
- Resolución de 256x192 pixels.
- Chip de sonido General Instrument AY-3-8912 (3 canales).
- Teclado tipo profesional de 58 teclas (similar al del ZX Spectrum 128 +2).
- Almacenamiento en disco incorporado (3", 180 Kb por cara, disco A:) o casete (unidad externa).
- Conector para una segunda disquetera externa (disco B:), sin necesidad de interface.